# Éléonore-Julienne de Brandebourg-Ansbach
Éléonore-Julienne de Brandebourg-Ansbach (23 octobre 1663, Ansbach – 4 mars 1724, Ansbach) est une princesse de Brandebourg-Ansbach et par son mariage, duchesse de Wurtemberg-Winnental.

## Biographie
Éléonore-Julienne est la fille d'Albert II de Brandebourg-Ansbach (1620-1667) et de sa seconde épouse Sophie-Marguerite d'Oettingen-Oettingen (1634-1664), fille de Joachim-Ernest d'Oettingen-Oettingen. Le 31 octobre 1682, à Ansbach, elle épouse Frédéric-Charles de Wurtemberg-Winnental. Une pièce de monnaie commémorative est frappée pour le mariage. À l'occasion du mariage d'Éléonore, son frère le margrave Jean-Frédéric de Brandebourg-Ansbach rencontre le compositeur Johann Sigismund Kusser, qui travaille par la suite à Ansbach.
Après la mort de son mari, Éléonore retourne à Ansbach, en 1710, pour subvenir aux besoins de sa plus jeune fille. Éléonore entre en contact personnel avec August Hermann Francke pendant cette période, et écrit également des chansons. Philipp Friedrich von Geismar est son conseiller et son intendant. Éléonore est enterrée dans la Stiftskirche de Stuttgart.

## Descendance
- Charles-Alexandre de Wurtemberg (1684-1737)

∞ 1727 Marie-Auguste de Tour et Taxis (1706-1756)
- Dorothée Charlotte (1685-1687)
- Frédéric Charles (1686-1693)
- Henry Frederick (1687-1734)
- Maximilien Emmanuel (1689-1709)
- Frédéric-Louis de Wurtemberg (1690-1734)

∞ 1722 Ursula Katharina de Altenbockum (1680-1743)
- Christiane-Charlotte de Wurtemberg-Winnental (1694-1729)

∞ 1709 Guillaume-Frédéric de Brandebourg-Ansbach (1685-1723)